# Halyna Pundyk
Halyna Pundyk, née le 7 novembre 1987 à Chotyrbok, est une escrimeuse ukrainienne pratiquant le sabre. Elle a remporté la médaille d’or au sabre avec l’équipe d’Ukraine lors des Championnats du monde d'escrime 2009 à Antalya.

## Palmarès
- Championnats du monde d'escrime
  -  Médaille d'or par équipes aux championnats du monde d'escrime 2009 à Antalya
  -  Médaille d'argent par équipes aux championnats du monde d'escrime 2012 à Kiev
  -  Médaille d'argent par équipes aux championnats du monde d'escrime 2011 à Catane
  -  Médaille d'argent de sabre par équipe aux championnats du monde d'escrime 2010 à Paris

- Championnats d'Europe d'escrime
  -  Médaille d'or par équipes aux Championnats d'Europe d'escrime 2010 à Leipzig
  -  Médaille d'or par équipes aux Championnats d'Europe d'escrime 2009 à Plovdiv